# Sphincterochilidae
Sphincterochilidae zijn een familie van weekdieren uit de klasse van de Gastropoda (slakken).

## Taxonomie
De volgende onderfamilies zijn in de familie ingedeeld:
- Sphincterochilinae Zilch, 1960 (1910)
- † Pseudoleptaxinae H. Nordsleck, 1986[3]